# فيرجينيا رادجي
فيرجينيا رادجي (بالإيطالية: Virginia Raggi)‏ (مواليد 18 يوليو 1978 في روما)، هي محامية إيطالية، أصبحت عمدة روما منذ 20 يونيو 2016. فازت بالانتخابات ضمن حزب حركة النجوم الخمسة المكافح للفساد، وهي تعتبر أول امرأة تفوز بمنصب عمدة روما.

## روابط خارجية
- فيرجينيا رادجي على موقع مونزينجر (الألمانية)